# ثرثارة خوزية
ثرثارة خوزية (الاسم العلمي: Turdoides altirostris) هو نوع من فصيلة هوازج.

## انتشار
المناطق الرطبة هي الأماکن المفضلة لثرثار للعیش. في ایران یعیش الثرثار الخوزی في محافظة خوزستان أي الأهواز في هور العظيم وهور الفلاحية.